# Deutsch – Ein Lehrbuch für Ausländer
Deutsch – Ein Lehrbuch für Ausländer – jednojęzyczny podręcznik języka niemieckiego wydawany w Niemieckiej Republice Demokratycznej w latach 1959–1989 przez Herder Institut Uniwersytetu im. Karola Marksa w Lipsku. Składał się z początkowo z dwóch, a następnie z trzech tomów. Całkowity nakład podręcznika wynosił ponad dwa miliony sztuk i rozprowadzany był w wielu krajach świata.

## Historia
Powstanie podręcznika było odpowiedzią na zapotrzebowanie krajów socjalistycznych, jak i rynku wewnętrznego na materiały do nauki języka niemieckiego. W Herder Institut w Lipsku stworzono zespół, który w trzy lata opracował jednojęzyczny podręcznik. Pierwsze wydanie podręcznika wydrukowano w nakładzie 10 tys. egzemplarzy w roku 1959 w wydawnictwie VEB Max Niemeyer Verlag. Z uwagi na złą jakość papieru zrezygnowano z umieszczenia fotografii i ograniczono się wyłącznie do rysunków. W roku 1965 wyszło wydanie V, a całkowity nakład wynosił 65 tys. egzemplarzy. Do podręcznika wydano komplet sześciu płyt winylowych z nagraniem tekstów. Od 1965 roku podręcznik wydawało wydawnictwo VEB Verlag Enzyklopädie Leipzig. W tym okresie opublikowano również drugą część podręcznika, głównie na podstawie oryginalnych tekstów niemieckich, a także tekstów naukowych z różnych dziedzin.
Na początku lat 70. wydano zmienione wydanie ósme podręcznika, które rozeszło się w nakładzie bliskim miliona egzemplarzy (nie licząc wydawnictw dodatkowych, takich jak słowniki i klucze), a podręcznik nazywano z powodu koloru okładki „Blauer Wunder” (niebieski cud). W roku 1980 postanowiono uczynić podręcznik bardziej przyjaznym użytkownikowi i pierwszą, ponad pięćsetstronicową część, podzielono na dwie mniejsze, nazywając je 1a i 1b. Nowe, opracowane od początku wydanie części 2. ukazało się w roku 1984. Ostatnie wydanie podręcznika wydano w roku 1989, na krótko przed zburzeniem muru berlińskiego, a łączny nakład podręcznika przekroczył tym samym dwa miliony egzemplarzy. Wkrótce jednak na skutek przemian politycznych i gospodarczych rynki byłych krajów demokracji ludowej zostały zasypane przez podręczniki zachodnioniemieckie, wydane na lepszym papierze, atrakcyjniej ilustrowane, w związku z czym sprzedaż podręcznika załamała się, niesprzedana reszta nakładu poszła na przemiał.

## Kwestie polityczne
Tematyka podręcznika, zwłaszcza czytanek i tekstów oryginalnych była wymuszona przez rząd i dotyczyła wyłącznie Niemieckiej Republiki Demokratycznej, jej realiów demograficznych i życia codziennego, geografii, polityki i innych zagadnień, pomijając całkowicie istnienie Republiki Federalnej Niemiec. W latach 80. zagraniczni odbiorcy naciskali na bardziej obiektywne przedstawianie Niemiec, toteż poczyniono niewielkie ustępstwa, np. zaczęły pojawiać się nazwy miast zachodnioniemieckich.

## Metodyka
Podręcznik opracowany był wyłącznie w języku niemieckim i kształtował wszystkie cztery umiejętności: rozumienia, mówienia, czytania i pisania ze szczególnym naciskiem na komunikacyjną funkcję języka i naukę mówienia. Prezentował zarówno język potoczny, jak i literacki i naukowy. Liczne ćwiczenia skupione były na funkcji komunikacyjnej języka. Dużą uwagę poświęcono warstwie dźwiękowej i nagraniom na płytach i kasetach; zrezygnowano z hiperpoprawności i prezentowania języka, jakiego w rzeczywistości cudzoziemiec nie usłyszy, wprowadzono również tło dźwiękowe do nagrań. Nowemu wydaniu z roku 1980 towarzyszył podręcznik dla nauczyciela, opracowany zarówno pod kątem metodycznym, jak i wiedzy o NRD. Książkę opracowała Rosemarie Freyer-Woynikowa.

## Autorzy
Ostatnie wydania podręcznika zostały przygotowane przez zespół w składzie: Helena Dieling, Kurt Egrer-Möslein, Rosemarie Freyer-Woynikowa, Reinhard Günter, Eleonore Jerchel-Prokopowa, Fritz Kempter, Anita Petschler, Angela Tietze, a szefem zespołu był Hans Lindner.